# 成瀬之虎
成瀬 之虎（なるせ ゆきとら）は、江戸時代初期の大名。下総栗原藩の第3代藩主。父・成瀬之成の死を受けて1歳で家督を継承するが、5歳で早世。無嗣絶家により栗原藩は廃藩となった。

## 生涯
寛永11年（1634年）、第2代藩主・成瀬之成の次男として生まれる。兄として内記がいたが、早世している。
之虎が生まれた寛永11年（1634年）の10月28日に父が死去し、12月に1歳の之虎が遺領を継承することが認められる。しかし寛永15年（1638年）12月2日、之虎はわずか5歳で死去した。嗣子は無く、栗原藩成瀬家は無嗣断絶となり、栗原藩は廃藩となった。